# إيدا مولر
إيدا مولر (بالدنماركية: Ida Møller)‏ هي مغنية أوبرا دنماركية، ولدت في 2 يوليو 1872، وتوفيت في 10 أغسطس 1947.

## وصلات خارجية
- إيدا مولر على موقع ميوزك برينز (الإنجليزية)